# Jiří z Kunštátu a Poděbrad (opera)
Jiří z Kunštátu a Poděbrad (op. 53) je opera – „slavnostní obraz našich velkých dějin“ – o třech dějstvích českého skladatele Osvalda Chlubny na vlastní libreto s využitím motivů z novely Maryla Aloise Jiráska.

## Vznik opery
Osvald Chlubna napsal tuto operu jako svou uměleckou reakci na okupaci Československa nacistickým Německem. Zatímco jeho dosavadní čtyři opery měly kosmopolitní témata, zaměřil se skladatel v protektorátní době na náměty z národní historie: vedle Jiřího z Kunštátu a Poděbrad to byla komická opera Freje pána z Heslova.
Libreto k Jiřímu z Kunštátu a Poděbrad si napsal skladatel sám, přičemž využil známé novely Maryla Aloise Jiráska. Přitom nepřebírá její hlavní dějovou linii, ale spíše Jiráskovy dějové odbočky – vykreslení domácí idyly na zemanské tvrzi s rázovitými postavami (1. dějství) a slavnostní scénu volby Jiřího z Poděbrad českým králem (3. dějství).
Jak naznačuje autorské žánrové označení, jedná se o „slavnostní obraz našich velkých dějin“, tedy útvar příbuzný Smetana Libuši. Podle Emila Ludvíka je „apotheosou českého národa a husitské státotvornosti“. Jde v zásadě o sled scén spojených s volbou Jiřího z Poděbrad bez jakékoli zápletky nebo konfliktu. Postavy prvního dějství v ostatních dvou, až na jednu, již nevystupují.
Rozsáhlou vlasteneckou operu nebylo možné uvést za okupace. Po osvobození Chlubna Jiřího z Kunštátu a Poděbrad věnoval prezidentu Edvardu Benešovi. Opera byla odborné veřejnosti známa, nebyla však nikdy inscenována, i když ještě roku 1956 Chlubna jednal o možnosti jejího uvedení buď ve Státním divadle v Brně, nebo v Národním divadle v Praze.
I hudba opery odpovídá jejímu slavnostnímu, oratornímu rázu. Podle Emila Ludvíka je „[z]pěvnost a dramatičnost opery […] podepřena mistrovskou instrumentací, která zvláště ve třetím dějství svou šíří a barvitostí zvuku umocňuje základní ideu opery“.

## Osoby
| osoba                                                                                   | hlasový obor |
| --------------------------------------------------------------------------------------- | ------------ |
| Ondřej Buchovec z Buchova a na Domkově                                                  | bas          |
| Eufemie, jeho bratrovna                                                                 | alt          |
| Tiburcius Čelechovský ze Sobíšků                                                        | tenor        |
| Zbyněk z Buchova, polní hejtman, bratrovec Ondřejův                                     | baryton      |
| Maryla, jeho schovanka                                                                  | soprán       |
| Posel pana správce Koruny české                                                         | tenor        |
| Jiří z Kunštátu a Poděbrad                                                              | baryton      |
| Zdeněk Kostka z Postupic, jeho důvěrník                                                 | tenor        |
| Mstidruch Hajnuš, komorník správcův                                                     | tenor        |
| Mistr Rokycana, volený arcibiskup pražský                                               | tenor        |
| Jan z Rožmberka, hejtman slezský                                                        | basbaryton   |
| Zdeněk ze Šternberka, nejvyšší purkrabí pražský                                         | tenor        |
| Jindřich z Michalovic, nejvyšší komorník                                                | bas          |
| Zbyněk z Haznburka, nejvyšší komorník                                                   | bas          |
| Jan z Hazmburka, nejvyšší sudí                                                          | bas          |
| Jindřich z Lipé, nejvyšší maršálek                                                      | bas          |
| Jan Plichta ze Žerotína                                                                 | tenor        |
| Jan ze Švamberka                                                                        | tenor        |
| Bohuslav ze Švamberka                                                                   | tenor        |
| Boreš z Riznburka                                                                       | baryton      |
| Jan Malovec z Pacova                                                                    | baryton      |
| Pardus z Vratkova                                                                       | bas          |
| Sádlo ze Smilkova                                                                       | bas          |
| Jan z Dubé                                                                              | bas          |
| Čeští stavové obojího vyznání, měšťané, lid pražským, dudák, rychtáři, biřici, bakaláři |              |

## Děj opery
Odehrává se na východočeské tvrzi Domkově a v Praze o předjaří roku 1458.

### 1. dějství
(Na tvrzi v Domkově) Starý a sečtělý vladyka Ondřej Buchovec z Buchova se vrací z ranní procházky. Vítá ho jeho bratrovna Eufemie, prostírá mu snídani a vypráví mu svůj sen, který ji vylekal. Zdálo se jí totiž, že slyšela protivně hlasité cvrkání cvrčků, a i když běhala po celé tvrzi, nikde mu neunikla. Ondřej je jejím vyprávěním a obavou pobaven: podle snáře to sice znamená mrzutosti, ale spíše pro ostatní než pro ni. Nepochybně pan Tiburcí Čelechovský, její postarší nápadník, jí bude svými křivými ústy cvrlikat lásku do ouška. Panna Eufemie je těmito žerty dotčena, stejně jako Ondřejovou nelichotivou charakteristikou pana Tiburcího: prý jezdí od dvora ke dvoru, aby si našel nevěstu, ale k čemu je mu dobrý rod, když nemá majetek, a k čemu strojení a kadeření, když má křivá ústa? Fanfáry oznamují pana Tiburcího; skutečně prý jel náhodou okolo a přišel popřát panu Ondřejovi, a zejména panně Eufemii dobrého jitra. Má pro ni sladká slova, ba i rukulíbání, zatímco Ondřej odejde uvítat svého bratrovce, polního hejtmana Zbyňka, a jeho schovanku Marylu, již se vracejí z lovu. A ti nejen přinášejí skoleného jelena, ale přivádějí i jednoho ze zvláštních poslů, který přináší zprávy z Prahy. Všichni stavové království jsou totiž sezýváni na suché dny do Prahy a rovněž stavy a města vedlejších zemí Koruny jsou vyzývány, aby vyslaly své zástupce a zachovaly Českému království věrnost. Na valném sněmu se má probírat obecné dobré celé Koruny a má být zvolen nový český král po smrti mladého Ladislava. Zejména Ondřej nadšeně vítá tuto příležitost zvolit nového panovníka české krve a jazyka. Královský posel zve na sněm jmenovitě vladyku Ondřeje i hejtmana Zbyňka a ti s radostí přijímají.

### 2. dějství
(Místnost v královském dvoře) Kandidátku na volbu českého krále podala řada uchazečů. Zemský správce pan Jiří z Kunštátu a Poděbrad je pročítá, zvažuje osoby i sliby jednotlivých nápadníků a chce všechny předložit sněmu k důkladnému uvážení. Ví, že zvolený arcibiskup pražský Jan Rokycana agituje pro republiku, nebude-li královská hodnost udělena některému z domácích uchazečů, a tomu je třeba zabránit. Poděbradův důvěrník Zdeněk Kostka z Postupic zdůrazňuje, že Čechové mohou krále volit svobodně a již jsou dohodnuti, že budou volit Jiřího. Jiří Zdeňkovi děkuje za upřímnost, s jakou ho velebí, a je ochoten na sebe vzít toto odpovědné břímě, avšak je třeba zajistit, aby pro něj hlasovaly všechny stavy včetně zástupců Čech, Moravy, Slezska, Lužice i Vratislavska.
Komorník ohlašuje příchod deputace pánů podjednou. Ti přicházejí vyzvědět Jiřího postoje a názory, aby je mohli vzít v potaz při rozhodování o volbě. Ptají se jej na jeho doporučení a dávají najevo, že netrvají na králi své víry, pokud by měl být cizincem, který království nebude rozumět a o ně dbát – ale žádají si záruky, že zvolenec nepodnikne nic proti katolické církvi a jejich vojenskému spolku, Jednotě zelenohorské. Jiří je ochoten potvrdit jejich náboženské výsady, nikoli však politické. Páni si dále stěžují na Rokycanu, který svými kázáními proti nim bouří ulici. Jiří odpovídá, že bouře prostého lidu trpět nebude a přísně proti nim zakročí; ale současně ví, že papeženecké nástrahy a pletichy, před nimiž Rokycana varuje, jsou skutečné. Varuje proto pány podjednou, že potrestá každého, kdo bude jednat na úkor klidu země a královské důstojnosti. Odmítá rovněž nároky princezen Anny a Alžběty na český trůn: o novém králi má rozhodnout podle buly Karla IV. valný sněm.
Po katolících je ohlášen Rokycana. Žádá Jiřího, aby neoslyšel volání lidu, který by neměl důvěru v cizince: je Jiří z Kunštátu a Poděbrad sdílí s lidem víru, má obecnou důvěru a je schopen hájit českou národní hrdost a slávu. Jiří Rokycanovi slibuje, že zvolí-li si ho všechny stavy českých zemí, postaví se v čelo lidu a bude jej chránit jako jeden z nich.
Poté komorník ohlašuje stavy podobojí, mezi nimi zejména hejtmany polních husitských vojsk. I oni chtějí krále ze svých řad, ze své krve a víry, kterému budou vždy vojensky po boku. A to může být jedině Jiří. Jsou odhodláni vynést Jiřího na trůn třebas vojenským šturmem. Jiří je ujišťuje, že zná boj i válku, ale i mír a pokoj. Skromně podotýká, že všechny jeho zásluhy jsou současně zásluhy statečných kališnických šlechticů. Je-li přáním jejich a celého národa, aby se stal králem, Jiří volbu přijímá.

### 3. dějství

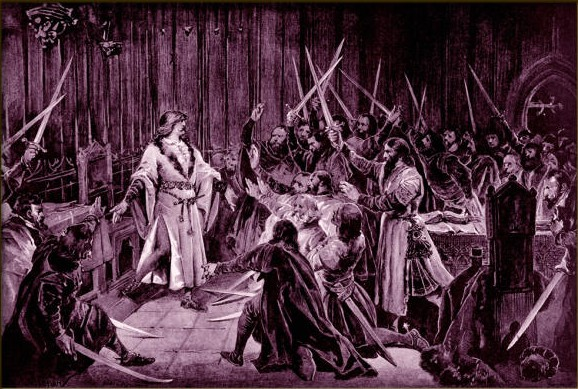
Volba Jiříka z Poděbrad za krále českého na radnici staroměstské dne 2. března r. 1458, obraz Adolfa Liebschera.

(1. obraz – Před Staroměstskou radnicí) Lid se zvědavě srotil pod Staroměstskou radnicí; čekání jim zpestřuje dudák hrající k tanci a Tiburcius Čelechovský, který v přestrojení za bakaláře agituje za zvolení správce Jiřího. Dav přihlíží, jak se do radnice ubírají stavové podjednou, stavové podobojí a nakonec i správce Koruny Jiří z Poděbrad v průvodu nejvyšší šlechty království.
(2. obraz – Síň Staroměstské radnice) Katoličtí i kališničtí stavové se radí a všichni se osopují na pana Jana z Rožmberka, který se jako poslední nechce vzdát svého protipoděbradského přesvědčení. Přichází Jiří a zahajuje sněm; káže číst Karlovu bulu o volbě krále. Jan z Rožmberka nejprve připomíná práva českých princezen a jejich manželů, ale Jiří a ostatní sněmovníci je odmítají. Poté Rožmberk hovoří o nabídce francouzského krále. Ale stavové nechtějí opakovat zkušenost s králem-cizincem. Šlechta a města podobojí jsou sjednoceny na volbě Jiřího, stavové podjednou uznávají volební právo sněmu, avšak přejí si záruky práv katolické církve, katolíků i panského stavu. Odcházejí na krátkou poradu. Mezitím se stavy podobojí zapřísahají, že budou volit jen rodilého Čecha.
Katoličtí stavové se vracejí. Jejich vůdce pan Zdeněk ze Šternberka pokleká před Jiřího a provolává jej králem. Všichni se k němu přidávají a jásají, purkmistr Starého Města pražského dáví zvonit na znamení lidu shromážděnému na ulici, že král byl zvolen. Jiří děkuje stavům, hejtmanům polních vojsk i konšelům královských měst za důvěru a českému lidu – který ovšem při volbě hlas neměl – alespoň za jeho lásku. Přísahá, že bude otcem obojímu lidu, a vyzývá všechny, aby šli do Týnského chrámu poděkovat Bohu a poprosit ho o přízeň v nastávajících časech.
(3. obraz – Týnský chrám) Mistr Rokycana už očekává Jiřího u oltáře a uvádí ho na trůn. Přítomní pějí „Hospodine, pomiluj ny“, pak Rokycana ukazuje nového krále lidu. Jiří přísahá, že bude hájit řeč, víru a veškeré výsady zemí a celistvost České koruny. Nejprve sbor na chrámovém kůru a poté všichni, kdo se v chrámové lodi shromáždili, pějí chvalozpěv na krále Jiřího z Kunštátu a Poděbrad.